# لاكلان مكافري
لاكلان مكافري (بالإنجليزية: Lachlan McCaffrey)‏ هو لاعب اتحاد الرغبي أسترالي، ولد في 17 مارس 1990 في سيدني في أستراليا.

## وصلات خارجية
- لاكلان مكافري على موقع ItsRugby.co.uk (الإنجليزية)